# William Lewis Elkin
William Lewis Elkin (Nova Orleães, 29 de abril de 1855 – 30 de maio de 1933) foi um astrônomo estadunidense.

## Prêmios e honrarias
- associado estrangeiro da Royal Astronomical Society, 1892.[1]
- Honorary M.A., Yale University, 1893.[1]
- eleito para a Academia Nacional de Ciências dos Estados Unidos, 1895.[1]
- Prêmio Lalande da Académie des Sciences, 1908.[2]
- doutorado honorário, Universidade de Oslo, 1911.[3]